# لارا غونزاليس أورتيغا
لارا غونزاليس أورتيغا (بالإسبانية: Lara González Ortega) مواليد 22 فبراير 1992 في سانتا بولا، إسبانيا، هي لاعبة كرة يد إسبانية تلعب كظهير أيسر. مثلت منتخب إسبانيا لكرة اليد للسيدات. شاركت في دورة الألعاب الأولمبية الصيفية سنة 2016. حققت المركز الثاني في بطولة أوروبا لكرة اليد للسيدات 2014.

## سجل المنافسة
شاركت في البطولات التالية:
- الألعاب الأولمبية الصيفية 2016
- بطولة العالم لكرة اليد للسيدات 2013
- بطولة العالم لكرة اليد للسيدات 2015
- بطولة أوروبا لكرة اليد للسيدات 2014
- بطولة أوروبا لكرة اليد للسيدات 2016

## روابط خارجية
- لارا غونزاليس أورتيغا على موقع الاتحاد الدولي لكرة اليد (الإنجليزية)
- لارا غونزاليس أورتيغا على موقع الاتحاد الأوروبي لكرة اليد (الإنجليزية)
- لارا غونزاليس أورتيغا على موقع اللجنة الأولمبية الدولية (الإنجليزية)
- لارا غونزاليس أورتيغا على موقع أوليمبيديا (الإنجليزية)
- لارا غونزاليس أورتيغا على موقع اللجنة الأولمبية الإسبانية (الإسبانية)